# Obsjtina Godetj
Obsjtina Godetj (bulgariska: Община Годеч) är en kommun i Bulgarien.   Den ligger i regionen Sofijska oblast, i den västra delen av landet, 50 km nordväst om huvudstaden Sofia. Antalet invånare är 4 383. Arean är 56 kvadratkilometer.
Terrängen i Obsjtina Godetj är kuperad.
Följande samhällen finns i Obsjtina Godetj:
- Godetj

Omgivningarna runt Obsjtina Godetj är en mosaik av jordbruksmark och naturlig växtlighet. Runt Obsjtina Godetj är det glesbefolkat, med 15 invånare per kvadratkilometer.